# Lussac-les-Châteaux
Lussac-les-Châteaux è un comune francese di 2 430 abitanti situato nel dipartimento della Vienne nella regione Nuova Aquitania.

## Società

### Evoluzione demografica
Abitanti censiti

## Luoghi di interesse

### Grotta de La Marche
Fu scoperta nel 1914, ma scavata e studiata nel 1937. Vi furono rinvenute centinaia di placchette di calcare con incisioni di cavalli, bisonti, orsi, ed in particolare raffigurazioni umane che risalgono al Magdaleniano III. Questi reperti sono conservati nel museo locale.